# Łukasz Pieczyński
Łukasz Pieczyński (ur. 15 października 1984) – polski futsalista, były reprezentant Polski w futsalu, trzykrotny Mistrz Polski w Futsalu (z Akademia FC Pniewy), dwukrotny Wicemistrz Polski w Futsalu (z Akademia Słowa Poznań i Red Devils Chojnice), brązowy medalista Mistrzostw Polski w Futsalu (z Akademia FC Pniewy) oraz zdobywca Pucharu Polski w Futsalu (z Akademia FC Pniewy).

## Kariera klubowa
Łukasz Pieczyński jest wychowankiem Akademia Słowa Poznań, która od sezonu 2008/2009 występowała pod nazwą Akademia FC Pniewy. Z klubem tym zdobył 3-krotnie Mistrzostwo Polski, wicemistrzostwo oraz brązowy medal Mistrzostw Polski w Futsalu. Na swoim koncie ma również futsalowy Puchar Polski. Ponadto dwukrotnie uczestniczył w rozgrywkach UEFA Futsal Cup. Łącznie w barwach Akademii FC Pniewy wystąpił w 175 meczach strzelając 72 bramki. Po rozpadzie Akademii, w 2012 r. trafił do Red Devils Chojnice, z którym zdobył wicemistrzostwo Polski. W całym sezonie 2012/2013 wystąpił w 33 spotkaniach i zdobył 14 bramek. Od sezonu 2013/2014 reprezentował barwy KGHM Euromaster Chrobry Głogów. W meczu XVI kolejki sezonu 2013/2014 przeciwko drużynie AZS UG Gdańsk strzelił swojego setnego gola w rozgrywkach Ekstraklasy Futsalu. W trakcie trzech sezonów spędzonych w głogowskim zespole wystąpił w 65 meczach zdobywając 27 bramek. Od sezonu 2016/2017 reprezentował barwy KS Futsal Leszno m.in. awansując z drużyną do I Ligi Futsalu będąc jej najlepszym strzelcem. Na przestrzeni dwóch sezonów spędzonych w barwach leszczyńskiego klubu wystąpił w 36 meczach zdobywając 39 bramek. Od sezonu 2018/2019 przez 4 lata reprezentował barwy UKS Orlik Mosina. W drugim sezonie w barwach mosińskiego klubu awansował z drużyną do I Polskiej Ligi Futsalu. Łącznie w barwach mosińskiej drużyny wystąpił w 70 meczach strzelając 57 bramek. W latach 2023–2024 reprezentował barwy drużyny Wiary Lecha Poznań. Po sezonie 2023/2024 uzyskał z drużyną "Kiboli" awans do I Polskiej Ligi Futsalu. Łącznie w niebiesko-białych barwach wystąpił w 20 meczach zdobywając 14 bramek. Jego ostatnim oficjalnym spotkaniem był mecz ligowy przeciwko drużynie Futsal Piła, zakończony zwycięstwem Wiary Lecha 9:5.

## Kariera reprezentacyjna
Po raz pierwszy został powołany do Reprezentacji Polski w Futsalu przez czeskiego trenera Vlastimila Bartoska na trzy towarzyskie mecze międzypaństwowe w Brazylii z drużyną gospodarzy. W debiucie przeciwko ekipie "canarinhos" strzelił swoją pierwszą bramkę dla "biało-czerwonych". W Reprezentacji Polski w Futsalu rozegrał dotąd 10 spotkań i strzelił dwie bramki.
W barwach Akademickiej Reprezentacji Polski w Futsalu był uczestnikiem Akademickich Mistrzostw Świata w Futsalu, które w 2006 r. odbywały się w Poznaniu, a "biało-czerwoni" zajęli wysokie 4. miejsce.

### Mecze w reprezentacji Polski
| l.p. | Data             | Przeciwnik | Rezultat | Rozgrywki                     | Miejsce      | Uwagi  |
| ---- | ---------------- | ---------- | -------- | ----------------------------- | ------------ | ------ |
| 1.   | 11 lipca 2012    | Brazylia   | 1-3      | towarzyski                    | Natal        | [ 9 ]  |
| 2.   | 13 lipca 2012    | Brazylia   | 0-2      | towarzyski                    | Vitória      | [ 10 ] |
| 3.   | 15 lipca 2012    | Brazylia   | 1-9      | towarzyski                    | Cuiabá       | [ 11 ] |
| 4.   | 28 września 2012 | Węgry      | 3-5      | Turniej Państw Wyszehradzkich | Púchov       | Gol    |
| 5.   | 29 września 2012 | Słowacja   | 4-4      | Turniej Państw Wyszehradzkich | Púchov       |        |
| 6.   | 30 września 2012 | Czechy     | 2-3      | Turniej Państw Wyszehradzkich | Púchov       |        |
| 7.   | 5 grudnia 2012   | Mołdawia   | 6-0      | towarzyski                    | Rzeszów      |        |
| 8.   | 6 grudnia 2012   | Mołdawia   | 0-0      | towarzyski                    | Krosno       |        |
| 9.   | 8 stycznia 2013  | Portugalia | 1-3      | towarzyski                    | Ponte de Sôr |        |
| 10.  | 9 stycznia 2013  | Portugalia | 0-5      | towarzyski                    | Ponte de Sôr |        |